# ダミク・イリシュ
ダミク・イリシュ（アッカド語: 𒁕𒈪𒅅𒉌𒉌𒋗、da-mi-iq-i₃-li₂-šu)、Damiq-ilīšu）は、古代メソポタミアの都市国家・イシン第1王朝の王。
在位期間は低年代説によると紀元前1752年から紀元前1730年、中年代説によると紀元前1816年から紀元前1794年。父シーン・マギルから継承し23年間統治した。幾つかの変種の王名表では、短い治世となっているが、これらはダミク・イリシュの支配の間に準備中であったと考えられている。最初にバビロンのシン・ムバリット（紀元前1748年～1729年）に、後にラルサのリム・シン1世（紀元前1758年～1699年）に敗北した。

## 略歴
ダミク・イリシュの標準的な碑文は、「穀倉で（土地の）農産物を積み上げる農民 」として彼を特徴づける。4つの王室の碑文は、「ダミク・イリシュはニヌルタ神のお気に入りである 」として彼を命名し、イシンの壁の建物を祝う円錐を含めて現存している年名と 「女神イナンナに相応しいen僧侶の部屋に適した 」で回想されている。アン神の息子であるマルドゥ神のために、「純粋なmes（儀式）のある家」と呼ばれる蔵の建設が記録されている。円錐形の記録には、Uṣarparaのネルガル神のために建設されたと思われる「家-その住居は良いものである」という意味のé-ki-tuš-bi-du10がある。また、宮殿の碑文と、奉納された獅子の彫刻に描かれたApiakのネルガルへの献辞の写しもある。
リム・シン1世の年14（紀元前1744年）には、「ウルク、イシン、バビロン、 Sutum、ラピクム、およびウルクの王イルダネンの軍が武器を携えて打撃を受けた年」と記録されている。連合に対するこの勝利は、リム・シン1世の帝国への野望に目覚めたと思われる。ダミク・イリシュの年13（紀元前1739年c）は、「（ダミク・イリシュが）イシンの偉大な城壁を築いた年（と呼ばれる）Damiq-ilišu-hegal（ダミク・イリシュが豊富である）」を記録している。ニップルはダミク・イリシュによって紀元前1749年頃ラルサから奪取されているように思われるが、発見された文書の日付に基けば紀元前1737年にリム・シン1世がウルクを破壊し、ニップルを取り戻した。シン・ムバリットの年13（c. 1735 BC）は、「年軍隊とラルサの軍隊は武器によって打たれた 」と呼ばれています。リム・シン1世の年25（紀元前1733年）は、「年アン、エンリル、およびエンキの強力な助けを借りて正義の羊飼いリム・シンがダミク・イリシュの街を押収し、ラルサに囚人としてイシンを助けたその住民をもたらし、以前よりも大きい彼の勝利を確立した」と名付けられている。この挫折は、バビロンのシン・ムバリットが彼の16年の間に、紀元前1732年に都市を略奪することができるように、衰退するイシンをさらに弱体化させたと思われる。
リム・シン1世の29年（1729年）は、「正義の羊飼いであるリム・シン1世が、アン、エンリル、エンキの強力な力を借りて、イシンの最大の都市Dunnumを1日で占領し、全ての兵士が徴兵令に服したが、その居住地から人口を除去しなかった年」としている。彼の年30（紀元前1728年）には、「リム・シン年、アン、エンリル、エンキの強力な武器を持った真の羊飼いが、王都イシンと様々な村々を占領したが、その住民の命を惜しまず、彼の王としての名声を永遠に偉大なものにした」と書かれている。この出来事は非常に重要なものと考えられていたため、それ以降、リム・シン1世のすべての年の名前がこの出来事に因んで名付けられた：イシンの略奪の後の最初の年から「彼がイシンを押収した31年」まで。
The Weidner Chronicle, also called the Esagila Chronicle, is an apocryphal historiographical or supposititious letter composed in the name of Damiq-ilišu who addresses Apil-Sîn of Babylon (c. 1767 - 1749 BC) discussing the merits of offerings made to マルドゥク on their donors. There is also a ベル・レットル from Damiq-ilīšu to the god Nuska. He seems to have become something of a folk-hero, because later kings hark back to him and describe themselves as his successor. The 海の国王朝 seems to have considered itself the inheritor of the neo-Sumerian beacon and the 3rd king, Damqi-ilišu, even took his name. The founder of the 2nd Sealand Dynasty, シンバル・シパク (c. 1025-1008 BC), was described as “soldier of the dynasty of Damiq-ilišu,” in a historical chronicle.